# Eucera ebmeri
Eucera ebmeri är en biart som beskrevs av Jean-Paul Risch 1999. Eucera ebmeri ingår i släktet långhornsbin, och familjen långtungebin. Inga underarter finns listade i Catalogue of Life.